# Monti (Italia)
Monti (Monte in sardo, Mònti in gallurese) è un comune italiano di 2 378 abitanti della provincia della Gallura Nord-Est Sardegna e della regione storica del Montacuto. 

## Storia
Area abitata fin dall'epoca nuragica, come dimostrato dalla presenza nel territorio di alcuni nuraghi, il territorio di Monti ospitava il confine tra le province romane riconducibili a Olbia e i territori controllati dalla schiatta ribelle dei Balari. Tale confine era situato lungo il fiume "Scorra-boe", dove fu ritrovato nel secolo scorso un ceppo con una chiara iscrizione latina. I Balari - che abitavano i monti di Alà fino all'attuale territorio di Perfugas - erano controllati dall'avamposto romano di Binzalvinu. Nel Medioevo Monti appartenne al Giudicato di Torres e fece parte della curatoria di Monteacuto. Non lontano dall'abitato attuale si trovava il castello detto di Castra, costruito forse dai giudici di Torres o dai Doria, di cui oggi avanzano pochi ruderi.
Dopo la morte di Adelasia di Torres (1259), ultima giudicessa, il borgo passò alla famiglia genovese dei Doria. Successivamente, entrati in guerra contro i pisani, i Doria vennero sconfitti e il castello espugnato nella seconda metà del XIII secolo. Nel corso del 1300 la villa venne conquistata dai Malaspina e, successivamente, dai Giudici d'Arborea. Alla caduta del giudicato (circa 1420) passò sotto il dominio aragonese. Lo stesso anno il Re d'Aragona Alfonso V il Magnanimo la cedette, in qualità di feudo, al sassarese Pietro Defenu, confermando in tal modo analoga concessione fatta il 15 febbraio 1412 da parte di Guglielmo di Narbona, pretendente alla successione ereditaria del casato degli Arborea. Più tardi formò una baronia, concessa in feudo ai Farina. Estinta la famiglia dei Farina, nel XVII secolo tornò alla corona diventando feudo regio conglobato poi nella Baronia di Silvas de intro, territorio assai spopolato del Montacuto, di cui Monti rappresentava nel XVIII secolo l'unico vero centro abitato. 
Il paese fu riscattato nel 1839 con la soppressione del sistema feudale. A seguito della nascita del comune di Telti, una parte del territorio di Monti fu trasferita a quel municipio. Trattasi dell'area di Pedru Nieddu, fino al vecchio limite settentrionale tra Montacuto e Gallura, lungo il Riu Tzirulia.

### Simboli
Lo stemma e il gonfalone del comune di Monti sono stati concessi con decreto del presidente della Repubblica del 31 marzo 1983.
Il gonfalone è un drappo partito di rosso e di azzurro.

## Geografia fisica

### Territorio
All'interno del territorio è presente la foresta di Monte Olia, patrimonio della regione Sardegna dai primi anni del XX secolo. È popolato da cervi, cinghiali, mufloni, capre selvatiche, astori, falchi e talvolta si avvista anche la poiana sarda. Meta di numerosi visitatori grazie anche alla percorribilità delle stradine presenti al suo interno, è possibile ammirare le due piscine naturali di S'Elighe e Su Labioleddu.

## Società

### Evoluzione demografica
Abitanti censiti

### Etnie e minoranze straniere
Secondo i dati ISTAT al 31 dicembre 2010 la popolazione straniera residente era di 86 persone. Le nazionalità maggiormente rappresentate in base alla loro percentuale sul totale della popolazione residente erano:
- Marocco 37 1,49%
- Romania 27 1,09%

### Lingua e dialetti
La variante del sardo parlata a Monti è quella logudorese settentrionale. Ma nella parte più orientale del suo territorio si parla anche la lingua sardo-corsa nella sua variante detta gallurese

## Geografia antropica

### Frazioni
- Su Canale, in antichità  detto più dettagliatamente "Su canale de Oscheri" perché ad Oschiri conduceva, è il secondo agglomerato urbano più popoloso dell'intero territorio comunale con più di 600 abitanti, si trova all'ingresso della vallata del comune di Monti, da cui dista 9 km, lungo la nuova strada tra Sassari e Olbia (strada statale 729). L'economia del paese è basata sull'agricoltura, più precisamente sulla viticoltura e l'apicoltura. La frazione è suddivisa in varie borgate: "La Palazzina" (centro), "Frades Berritteddos", "Frades Tilignas", "Sa Piana" (quest'ultima in parte nei territori comunali di Telti e Loiri Porto San Paolo).
- Sos Rueddos, piccolo borgo a pochi km dal santuario di San Paolo, lungo la strada statale 389, in direzione Alà dei Sardi.
- Chirialza, a 2 km da Su Canale e 7 km da Monti, sorge tra i boschi di sughereti, attraversata dalla ferrovia che collega Cagliari con Golfo Aranci.

## Infrastrutture e trasporti

### Strade
Monti è collegata al territorio circostante dalla SS 389 e dalla SP 147; quest'ultima permette inoltre il collegamento con la vicina SS 597

### Ferrovie

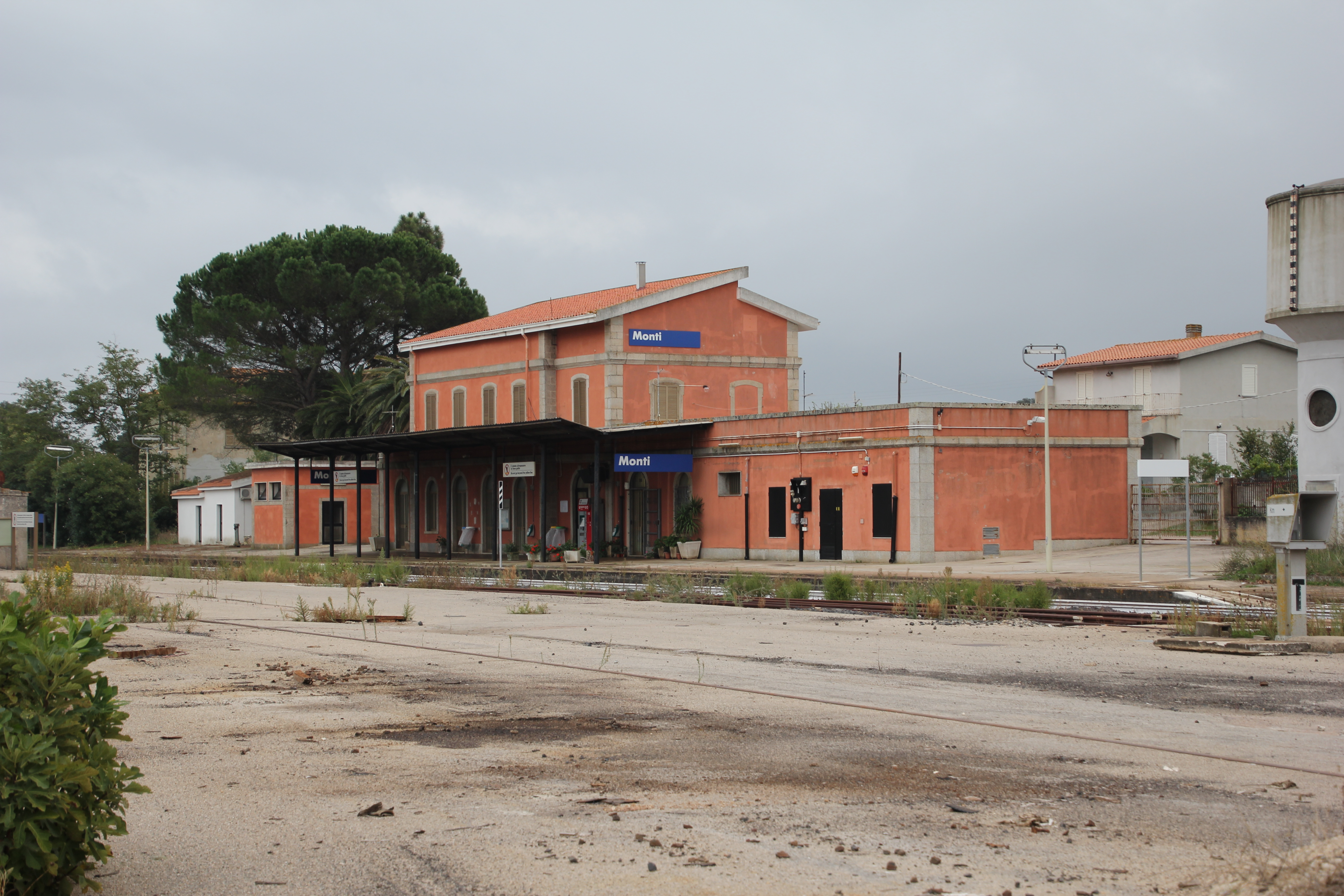
La stazione ferroviaria di Monti-Telti

Il territorio comunale è servito da due scali ferroviari, entrambi costruiti lungo la ferrovia Cagliari-Golfo Aranci e serviti da Trenitalia: il principale è la stazione di Monti-Telti, attiva dal 1880, dove sorgeva inoltre il capolinea di una seconda ferrovia per Tempio Pausania, chiusa nel 1958. L'altro scalo attivo nel comune è la fermata di Su Canale, nell'omonima frazione.
Una terza stazione attiva in passato nel territorio comunale lungo la Cagliari-Golfo Aranci era quella di Chirialza, nei pressi di questa località, poi dismessa; inoltre dinanzi allo scalo di Monti-Telti fu attiva per un periodo la stazione di Monti delle Strade Ferrate Secondarie della Sardegna, poi destinata ad altre finalità di servizio dopo che venne deciso l'utilizzo condiviso dell'impianto di Monti-Telti anche per la dismessa linea verso il Limbara.

## Amministrazione
| Periodo         | Periodo         | Primo cittadino         | Partito                          | Carica  | Note   |
| --------------- | --------------- | ----------------------- | -------------------------------- | ------- | ------ |
| 23 aprile 1995  | 16 aprile 2000  | Salvatore Murgia        | liste civiche di centro-destra   | Sindaco | [ 7 ]  |
| 16 aprile 2000  | 8 maggio 2005   | Salvatore Murgia        | lista civica                     | Sindaco | [ 8 ]  |
| 8 maggio 2005   | 30 maggio 2010  | Maria Giovanna Raspitzu | lista civica                     | Sindaco | [ 9 ]  |
| 30 maggio 2010  | 31 maggio 2015  | Emanuele Antonio Mutzu  | lista civica "Insieme per Monti" | Sindaco | [ 10 ] |
| 31 maggio 2015  | 26 ottobre 2020 | Emanuele Antonio Mutzu  | lista civica "Insieme per Monti" | Sindaco | [ 11 ] |
| 26 ottobre 2020 | in carica       | Emanuele Antonio Mutzu  | lista civica "Insieme per Monti" | Sindaco | [ 12 ] |